# District de Siming
Pour les articles homonymes, voir Siming.
Le district de Siming (思明区 ; pinyin : Sīmíng Qū) est une subdivision administrative de la province du Fujian en Chine. Il est placé sous la juridiction de la ville sous-provinciale de Xiamen.
Ce district inclut l'île de Gulangyu, île de nos jours touristique qui fut la résidence de nombreux consulats et d'étrangers après le traité de Nankin en 1842.